# Disturbi respiratori nel sonno in età pediatrica
Il principale tra i disturbi respiratori nel sonno in età pediatrica, come ormai da alcuni anni definito dall'American Thoracic Society è la "sindrome delle apnee ostruttive nel sonno" (OSAS) in età pediatrica, ovvero un disturbo respiratorio che si verifica nel sonno ed è caratterizzato da episodi prolungati di parziale ostruzione e/o di ostruzione completa intermittente (apnea ostruttiva) delle alte vie che disturbano la ventilazione notturna e l'architettura del sonno.

## Sintomi
In età pediatrica i sintomi predominanti sono rappresentati dal russamento, dalla difficoltà respiratoria nel sonno o dalla presenza di apnee e dallo sviluppo di disturbi neurocognitivi e comportamentali (iperattività, deficit di attenzione).
Il russamento è particolarmente rumoroso in questi bambini ed è presente per la maggior parte della notte. Stabilire la diagnosi e determinare il tipo più appropriato di intervento per un bambino con apnee ostruttive nel sonno si è dimostrato negli ultimi anni un processo più complicato di quanto inizialmente descritto in letteratura. Appare evidente infatti che quello che noi consideriamo la tipica presentazione delle OSAS nel bambino, l'apnea ostruttiva e l'ipossiemia, appaiono essere solo la punta dell'iceberg. 
I disturbi del sonno sono dunque come un continuum che include il "russamento primario", una condizione con minime alterazioni fisiologiche o complicanze; la "sindrome da aumento delle resistenze delle alte vie respiratorie" (UARS), un sottotipo o una variante della più classica sindrome ostruttiva caratterizzata da un incremento delle resistenze delle alte vie e da un lavoro respiratorio durante il sonno associata a russamento con sintomi diurni di sonnolenza e/o diminuita capacità neuro-cognitiva, la "ipoventilazione ostruttiva", caratterizzata da una ostruzione parziale delle alte vie, russamento e aumento del lavoro respiratorio, pattern respiratori ipoventilanti spesso con assenza di apnee che portano ad incremento della CO2 per la maggior parte del sonno in assenza di patologia polmonare; ed infine la "sindrome delle apnee ostruttive nel sonno" (OSAS) con la classica presentazione di prolungate e parziali ostruzioni delle vie aeree con russamento interrotte da ostruzioni totali delle apnee che hanno come conseguenza sonno disturbato e sintomi diurni.
In taluni casi, quelli più gravi, questo incremento di CO2 a danno dell'ossigenazione del sangue può portare a casi rari di cianosi, con l'evidente colorazione bluastra intorno alle labbra.